# Melchor Cantín
Melchor Cantín y Lorca (Bello, c. 1853-Madrid, 1918) fue un periodista español.

## Biografía
Nacido según la fuente en 1853 o 1856 en la localidad turolense de Bello, fue redactor en Madrid de El Cronista, El Pabellón Nacional, El Progreso, La Iberia y, durante bastantes años, de El Imparcial. Fue miembro de la Asociación de la Prensa de Madrid desde 1895 y dirigió el Boletín de Propietarios. Falleció el 3 de febrero de 1918 en Madrid y fue enterrado en el cementerio de San Isidro.